# Arakaldo
Arakaldo és un municipi de Biscaia, a la comarca d'Arratia-Nervión.

## Eleccions municipals 2007
Tres candidats es van presentar a l'ajuntament en aquest municipi, per part de tres partits diferents: 
- Victor Egia Larrakoetxea (EAJ-PNB) : 45 vots (Escollit)
- Joseba Koldo Fernández Amoros (EAE-ANV) : 19 vots (No escollit)
- Carlos de Miguel Egea (PP) : 0 vots (No escollit)

Per tant, va quedar Victor Egia Larrakoetxea com a alcalde, en ser la llista més votada. Seguidament va venir EAE-ANV, i finalment, el candidat popular, que no va tenir ni un sol vot.